# Turistajelzés

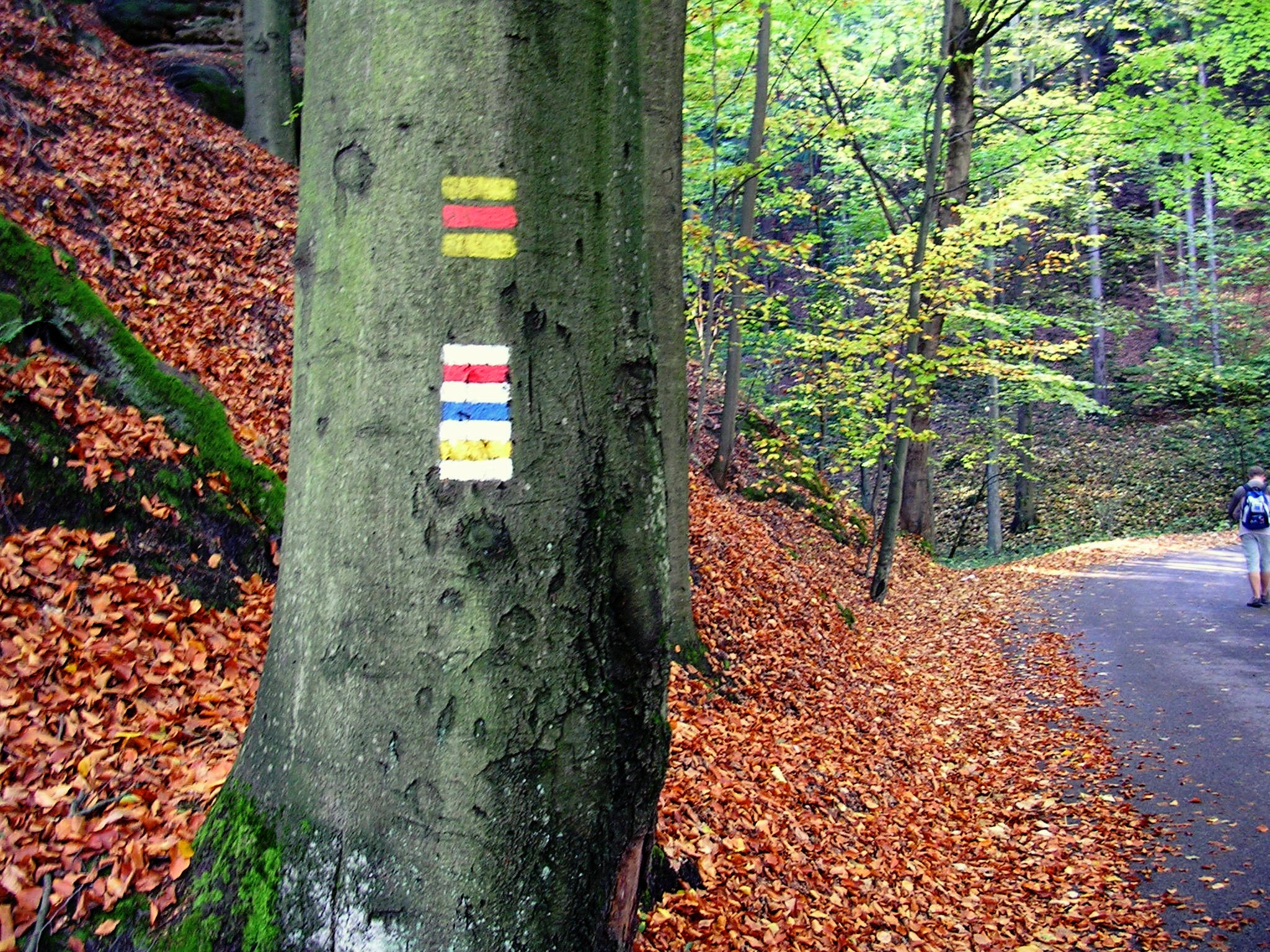
Turistautak jelzései Csehországban

A turistajelzés térképen vagy a természetben a turistautak azonosítására illetve azokon való tájékozódásra szolgáló jelzés.
A turistajelzés többnyire fákra, kövekre, táblákra festett színes jel. Észak-Amerikában főleg egyszínű, míg Európában többszínű (általában fehér + egy másik szín) jeleket alkalmaznak. A festett jeleken kívül egy turistaút jelölhető táblákkal, zászlókkal, karókkal, vagy kőhalmokkal.

## Országok szerint
- Turistajelzések Magyarországon
- Turistajelzések Romániában